# Климовка (Красноярский край)
Климовка — деревня в Большеулуйском районе Красноярского края. Входит в состав Большеулуйского сельсовета.

## География
Деревня находится в западной части края, в подтаёжно-лесостепном районе лесостепной зоны, к западу от реки Чулым, на расстоянии приблизительно 4 километров (по прямой) к западу от Большого Улуя, административного центра района. Абсолютная высота — 186 метров над уровнем моря.
Климат
Климат характеризуется как резко континентальный, с продолжительной морозной зимой и коротким тёплым летом. Средняя температура воздуха самого тёплого месяца (июля) составляет 17,9 °C (абсолютный максимум — 38 °C); самого холодного (января) — −18,2 °C (абсолютный минимум — −61 °C). Продолжительность безморозного периода составляет в среднем 105 дней. Среднегодовое количество атмосферных осадков составляет 474 мм, из которых 341 мм выпадает в период с апреля по октябрь.

## История
Основана в 1907 году. По данным 1926 года имелось 27 хозяйств и проживало 154 человека (85 мужчин и 69 женщин). В национальном составе населения того периода преобладали русские. Функционировала школа I ступени. В административном отношении входила в состав Больше-Улуйского сельсовета Больше-Улуйского района Ачинского округа Сибирского края.

## Население
| 2010 |
| ---- |
| 36   |

Половой состав
По данным Всероссийской переписи населения 2010 года в гендерной структуре населения мужчины составляли 44,4 %, женщины — соответственно 55,6 %.
Национальный состав
Согласно результатам переписи 2002 года, в национальной структуре населения русские составляли 92 % из 59 чел.